# Cantiers
Cantiers is een plaats en voormalige gemeente in het Franse departement Eure in de regio Normandië en telt 203 inwoners (1999). De plaats maakt deel uit van het arrondissement Les Andelys.

## Geschiedenis
Cantiers was onderdeel van het kanton Écos totdat dit op 22 maart 2015 werd opgeheven en de gemeente werd opgenomen in het kanton Les Andelys.
Op 1 januari 2016 werd de gemeente opgeheven toen Cantiers met 13 andere gemeenten opging in de commune nouvelle Vexin-sur-Epte.

## Geografie
De oppervlakte van Cantiers bedraagt 2,3 km², de bevolkingsdichtheid is 88,3 inwoners per km².
De onderstaande kaart toont de ligging van Cantiers met de belangrijkste infrastructuur en aangrenzende gemeenten.

## Demografie
Onderstaande figuur toont het verloop van het inwonertal.

Berthenonville · Bus-Saint-Rémy · Cahaignes · Cantiers · Civières · Dampsmesnil · Écos · Fontenay-en-Vexin · Forêt-la-Folie · Fourges · Fours-en-Vexin · Guitry · Panilleuse · Tourny